# Plymouth Barracuda
O Barracuda é um coupé esportivo de porte médio da Plymouth, antiga divisão da Chrysler. O Plymouth Barracuda também teve seus dias de glória com potentes V8, lançado pouco antes do Mustang. Primeiro de abril de 1964 pode ter parecido mais um dia da mentira para os diretores da Ford, mas era verdade: a duas semanas do estrondoso lançamento do Mustang, a concorrente Chrysler anunciava aquele que efetivamente inaugurava o segmento dos pony-cars: o Plymouth Barracuda.
O projeto do carro com nome de peixe era igual à do cavalo da Ford: cupê de 2+2 lugares, simples e acessível. Entretanto, ao contrário do belo Mustang, o "Cuda" como ficou conhecido, era uma adaptação para fastback do conhecido Valiant de duas portas. Por isso era vendido como Valiant Barracuda.